# Жувентуде ду Норте
Жувентуде Клубе ду Норте або просто Жувентуде ду Норте (порт. Juventude Clube do Norte) — професіональний кабовердійський футбольний клуб з острова Боа-Вішта.

## Історія
За свою історію клуб не вигравав жодного трофея. 
Крім футбольної секції клуб має ще легкоатлетичну.

## Логотип
Логотип клубу є поєднанням ініціалів назви клубу на білому фоні. Він складається з трьох літер синього кольору: великої літери «J» на середині, а також менших за розміром «C» і «N» у нижньому правому кутку логотипа.

## Історія виступів у чемпіонатах та кубках

### Острівний чемпіонат
| Сезон   | Див. | Поз. | Іг. | В | Н | П | ЗМ | ПМ | РМ | О  | Кубок | Суперкубок | Примітки |
| ------- | ---- | ---- | --- | - | - | - | -- | -- | -- | -- | ----- | ---------- | -------- |
| 2007-08 | 2    | 5    | 12  | - | - | - | -  | -  | -  | -  |       |            |          |
| 2013-14 | 2    | 4    | 14  | 6 | 2 | 6 | 25 | 25 | 0  | 20 |       |            |          |
| 2014-15 | 2    | 6    | 14  | 4 | 3 | 7 | 23 | 24 | -1 | 15 |       |            |          |